# Première frappe

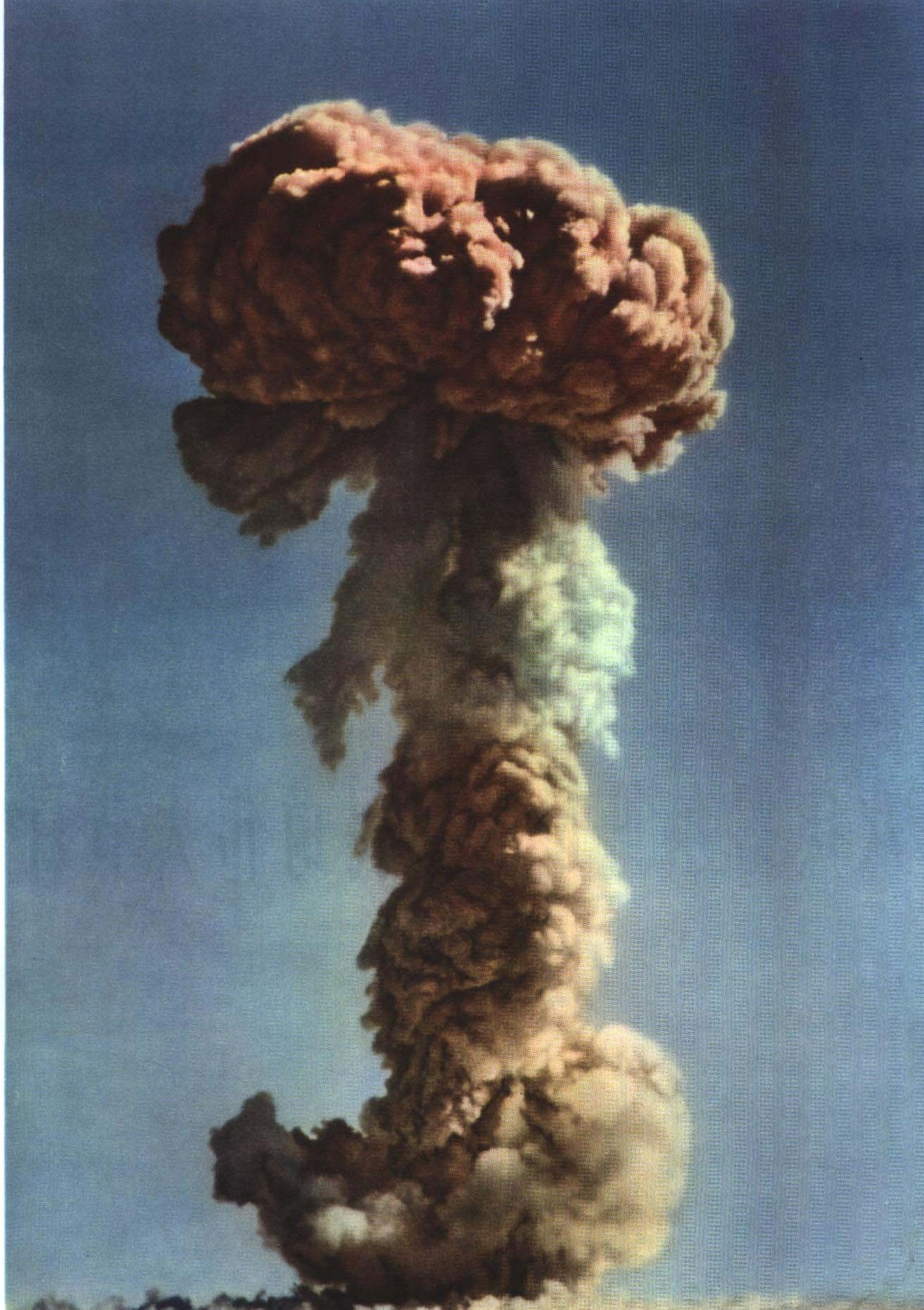
1965 People's Pictorial, 596 (nuclear test), Mushroom clouds, October 1964 China photographs

Une première frappe (first strike en anglais) est, dans le domaine de la stratégie militaire, une attaque surprise préventive avec un grand nombre d'armes. Si la puissance est suffisamment élevée et complète, elle permet à un belligérant de détruire l'arsenal de son adversaire au point de lui interdire une riposte suffisante, ce qui met fin en pratique à une guerre. 
En 2008, seules les armes nucléaires emportées par des missiles permettent une telle frappe.[réf. nécessaire]
La plupart du temps, la première frappe se concentrera sur les sites de silos à missile, les bombardiers stratégiques, les sous-marins nucléaires lanceurs d'engins (SNLE), les postes de commandement et les entrepôts où se trouvent les armes dites « stratégiques ».
Le développement des SNLE et des bombardiers à capacités nucléaires permet aux pays de se doter d'une capacité dite de seconde frappe de lancer une riposte nucléaire, même après une attaque surprise.
L'administration Biden-Harris a signé en avril 2022 un décret autorisant l'usage de l'arme nucléaire en premier, même si l'adversaire n'en a pas encore fait usage,.